# Thormora socialis
Thormora socialis är en ringmaskart som först beskrevs av Johan Gustaf Hjalmar Kinberg 1855.  Thormora socialis ingår i släktet Thormora och familjen Polynoidae. Inga underarter finns listade i Catalogue of Life.